# Hüttenhundert
Hüttenhundert war ein Stückmaß in den Glashütten. Das Maß leitet sich vom Begriff Glashütte, also der Hütte, ab und fand insbesondere beim Verkauf der Bouteillen (Butteln/Flaschen) Anwendung.
- 1 Hüttenhundert = 25 Stück, auch 30 Stück[1]
- 10 Hüttenhundert = 1 Hüttentausend = 250 Stück
- Berlin 1 Hüttenhundert = 28 Stück, gerechnet 26 Stück plus 2 Stück kalkulierter Bruch[2]
- Breslau 1 Hüttenhundert = 56 Stück[2]